# Marie Epstein
Pour les articles homonymes, voir Epstein.
Marie Epstein (née Marie-Antonine Epstein), née le 14 août 1899 dans la ville de Varsovie et morte le 24 avril 1995 dans le 15e arrondissement de Paris, est une actrice, scénariste et réalisatrice franco-polonaise.

## Biographie
Sœur cadette du réalisateur Jean Epstein avec qui elle partage très jeune la passion du cinéma, elle grandit avec sa famille à Lausanne puis à Lyon à partir de 1914. En 1921, elle s'installe avec son frère Jean à Paris où tous s’investissent rapidement dans la création de films grâce à la rencontre avec le producteur et réalisateur Jean Benoît-Lévy. Marie Epstein, aux côtés de son frère et Jean Benoît-Lévy, devient ainsi l'une des pionnières du cinéma à la fois en tant que scénariste, réalisatrice et actrice.
La carrière cinématographique de Marie Epstein s'arrête dans les années 1940. En tant que juive, elle est arrêtée par la Gestapo en février 1944, et condamnée à la déportation. Elle en échappe finalement, grâce à l'intercession de l'actrice Orane Demazis.

## Filmographie

### Réalisatrice
- 1953 : La Grande Espérance

### Coréalisatrice avec Jean Benoît-Lévy
- 1928 : Âmes d'enfants
- 1928 : Peau de pêche
- 1929 : Maternité
- 1931 : Le Cœur de Paris
- 1933 : La Maternelle
- 1934 : Itto
- 1936 : Hélène
- 1937 : La Mort du cygne
- 1938 : Altitude 3 200
- 1939 : Le Feu de paille (ou L'Enfant prodige)

### Assistante-réalisatrice
Sauf si indiqué autrement, ces films sont réalisés par Jean Benoît-Lévy.
- 1923 : Cœur fidèle de Jean Epstein
- 1952 : Agence matrimoniale
- 1952 : Le congrès de la danse
- 1952 : Deux maîtres pour un valet
- 1952 : Le poignard
- 1952 : Sous les ponts

### Scénariste
- 1923 : Cœur fidèle de Jean Epstein
- 1924 : L'Affiche de Jean Epstein
- 1925 : Le double amour de Jean Epstein
- 1927 : Six et demi onze de Jean Epstein
- 1937 : Vive la vie de Jean Epstein
- 1958 : Liberté surveillée d'Henri Aisner et Vladimir Voltchek

### Actrice
- 1923 : Cœur fidèle de Jean Epstein

### Apparitions
- 1995 : Citizen Langlois d'Edgardo Cozarinsky
- 2004 : Le Fantôme d'Henri Langlois de Jacques Richard